# Halba, Liban
Halba (în arabă حلبا) este capitala guvernoratului Akkar din nordul Libanului, aproape de granița cu Siria. Acesta este situat la aproximativ 34°33′2″N 36°4′41″E / 34.55056°N 36.07806°E. Populația sa este împărțită între musulmani sunniți, creștinii ortodocși greci, maroniți, și adepți ai altor religii.

## Istoric
În 1838, Eli Smith a remarcat satul, ai cărui locuitori erau ortodocși greci, situat la vest de esh-Sheikh Mohammed.
În 1856 a fost numit Halba pe Harta lui Kiepert a Palestinei/Libanul a fost publicată în acel an,
Halba găzduiește ziarul Sada Akkar, singura agenție de știri privată din districtul Akkar. Halba este, de asemenea, sediul Centrului de prim ajutor libanez Crucea Roșie.